# Första världskrigets följder

Europas nya gränser 1923

Första världskriget betecknar i Europas och delvis även i de övriga världsdelarnas historia en politisk och ekonomisk omvälvning utan motstycke. Relativt klarast framträder de politiska följder, som sammanhänger med de genom fredsfördragen bestämda territoriella förändringarna. 

## Vapenstillestånd

### Vapenstillestånd med Tyskland i november 1918
I det vapenstillestånd, som Kejsardömet Tyskland 11 november 1918 ingick med de allierade och associerade makterna, förband det sig bland annat att omedelbart utrymma allt i Belgien, Frankrike och Luxemburg ockuperat område, Elsass-Lothringen samt allt tyskt område väster om Rhen och inom en neutral 10 kilometers zon på högra Rhenstranden. Det i Tyskland utrymda området väster om Rhen och brohuvuden om 30 km:s radie på högra Rhenstranden vid Mainz, Koblenz och Köln skulle på tysk bekostnad hållas ockuperade av allierade och amerikanska trupper. På alla övriga fronter skulle alla tyska trupper hemkallas inom Tysklands gränser, så snart de allierade med hänsyn till det inre läget i de dittills tyskockuperade områdena fann tiden därför lämplig.
Vapen av alla slag, lokomotiv, järnvägsvagnar, bilar, krigsfartyg och så vidare skulle i stor utsträckning genast utlämnas i de kvantiteter konventionen i detalj bestämde, uppbringade handelsfartyg återlämnas, krigsfångar och internerade civila friges (utan motsvarande åtgärd på segrarsidan). Blockaden av tyska hamnar skulle fortsättas under stilleståndet och tyska handelsfartyg till sjöss utanför territorialområdet kunna uppbringas.
Dessa villkor underkastade sig Tyskland under den uttryckliga och av president Woodrow Wilson, efter förhandling med de allierade, tyska regeringen delgivna förutsättningen, att den kommande freden skulle stå i överensstämmelse med de av Wilson i en rad under januari till september 1918 hållna tal sammanfattade fredsprogrampunkterna (med två av de allierade makterna formulerade ändringar).

### "Wilsons fjorton punkter"
Främst bland dessa därigenom med rättsligt bindande kraft utrustade programutfästelser märktes de s.k. Fjorton punkterna i Wilsons tal i Washington, D.C. 8 januari 1918. Enligt dessa innefattade "det enda möjliga programmet för världens fred" bl.a.:
1. öppna fredsfördrag, öppet åstadkomna med förbud för framtiden mot alla "privata internationella överenskommelser av alla slag";
2. havens frihet (denna punkt före stilleståndet utesluten ur programmet);
3. jämlikhet i handelsvillkor mellan alla nationer;
4. givande och tagande av tillräckliga garantier för att nationella rustningar inskränkas till den lägsta punkt, som är förenlig med inre säkerhet;
5. alla koloniala kravs avgörande enligt grundsatsen om, att vid suveränitetens bestämmande infödingarnas intressen betyder lika mycket som vederbörande regeringars rättmätiga krav;
6. utrymning av allt ryskt område och välkomnande av Ryssland i de fria nationernas samfund under institutioner av dess eget val;
7. utrymning och återställande av Belgien;
8. frigörande av allt franskt område, återställande av ockuperade områden, gottgörande av den orätt Preussen 1871 tillfogade Frankrike i fråga om Elsass-Lothringen;
9. reglering av Italiens gränser enligt klart skönjbara nationalitetslinjer;
10. fritt tillfälle till autonom utveckling av folken i Österrike-Ungern, "vars plats bland nationerna vi önska se garanterad och tryggad" (denna punkt genom en amerikansk not till Wien utesluten ur programmet);
11. utrymning av Rumänien, Serbien och Montenegro, återställande av ockuperat område, fritt tillträde för Serbien till havet, Balkanstaternas förhållanden reglerade "enligt historiskt givna suveränitets- och nationalitetslinjer" med internationell garanti för deras politiska och ekonomiska oberoende samt territoriella integritet;
12. tryggad suveränitet åt det osmanska rikets turkiska delar och för övriga nationaliteter därinom otvivelaktig säkerhet till livet och absolut ohindrat tillfälle till autonom utveckling, Dardanellerna ständigt öppna som fri passage för alla nationers fartyg och handel under internationella garantier;
13. upprättande av en oberoende polsk stat, innefattande de områden, som bebos av odisputabelt polska befolkningar, med fritt och säkert tillträde till havet och internationell garanti för dess politiska och ekonomiska oberoende samt territoriella integritet;
14. upprättande genom särskilda fördrag av en allmän association av nationer för att ge ömsesidiga garantier för både stora och små staters politiska oberoende och territoriella integritet.

Om skadestånd stadgade stilleståndsfördraget, att Tyskland skulle ge "gottgörelse för gjord skada", och i fredsprogrammet hade denna förpliktelse preciserats att omfatta "all skada, som tillfogats de allierades civila befolkning och deras egendom genom Tysklands aggressiva åtgärder till lands, till sjöss och från luften".
Se vidare Wilsondoktrinen

### Vapenstillestånd med Österrike-Ungern i november 1918
Stillestånd på villkor, i huvudsak motsvarande de med Tyskland, hade ingåtts med Österrike-Ungern den 2 november 1918.

## Fredsavtalen 1919-20

### Fredsavtal med Tyskland 1919
De viktigaste fredsvillkoren avtalades och undertecknades i Versailles den 28 juni 1919 mellan segermakterna och påtvingades därefter den tyska staten genom hot om invasion av Tyskland, och innehöll emellertid väsentliga, om än delvis med stor formuleringsskicklighet beslöjade, avvikelser från det av Wilson proklamerade principer. Tyska staten fick ett föreläggande att betala hundratals miljarder guldmark i krigsskadestånd till segrarmakterna, främst Frankrike och Belgien, samt förbjöds att inneha tungt artilleri, stridsvagnar, flygvapen, ubåtar och en större armé än på högst hundratusen man. Tyskland förbjöds dessutom att ingå union med Österrike.
Fredsvillkoren, som orsakade bl.a. hyperinflation under 1920-talet, anses av de flesta historiker som orsakerna till den tyska revanschismen efter krigsförlusten såväl som nazisternas maktövertagande år 1933, då avbetalningen på krigsskadeståndet stoppades, varefter Adolf Hitler som kom till makten inledde en kamp för att återerövra landområden som avträtts till segrarmakterna enligt Versaillesfredens villkor, och annekterade Österrike i mars 1938 (trots förbudet att ingå union med Österrike) såväl som delar av nuvarande Tjeckien (med tyskspråkig befolkning), och invaderade Polen ett och ett halvt år senare, då ett nytt världskrig inleddes.
En som var med om att driva igenom de hårda fredsvillkoren var den franske generalen Ferdinand Foch, som uttalade: Detta är inte fred utan vapenvila på tjugo år, vilket visar sig ha varit sant - i vart fall enligt de historiker som anser att det var ett världskrig 1914–45 med vapenvila mellan årsskiftet 1918/1919 och 1939.

### Fredsavtal med Österrike 1919
Med den ur österrikisk-ungerska monarkin efter en revolution utbrutna republiken Österrike slöt de allierade och associerade makterna fred i Saint-Germain-en-Laye 10 september 1919.

### Fredsavtal med Ungern 1920

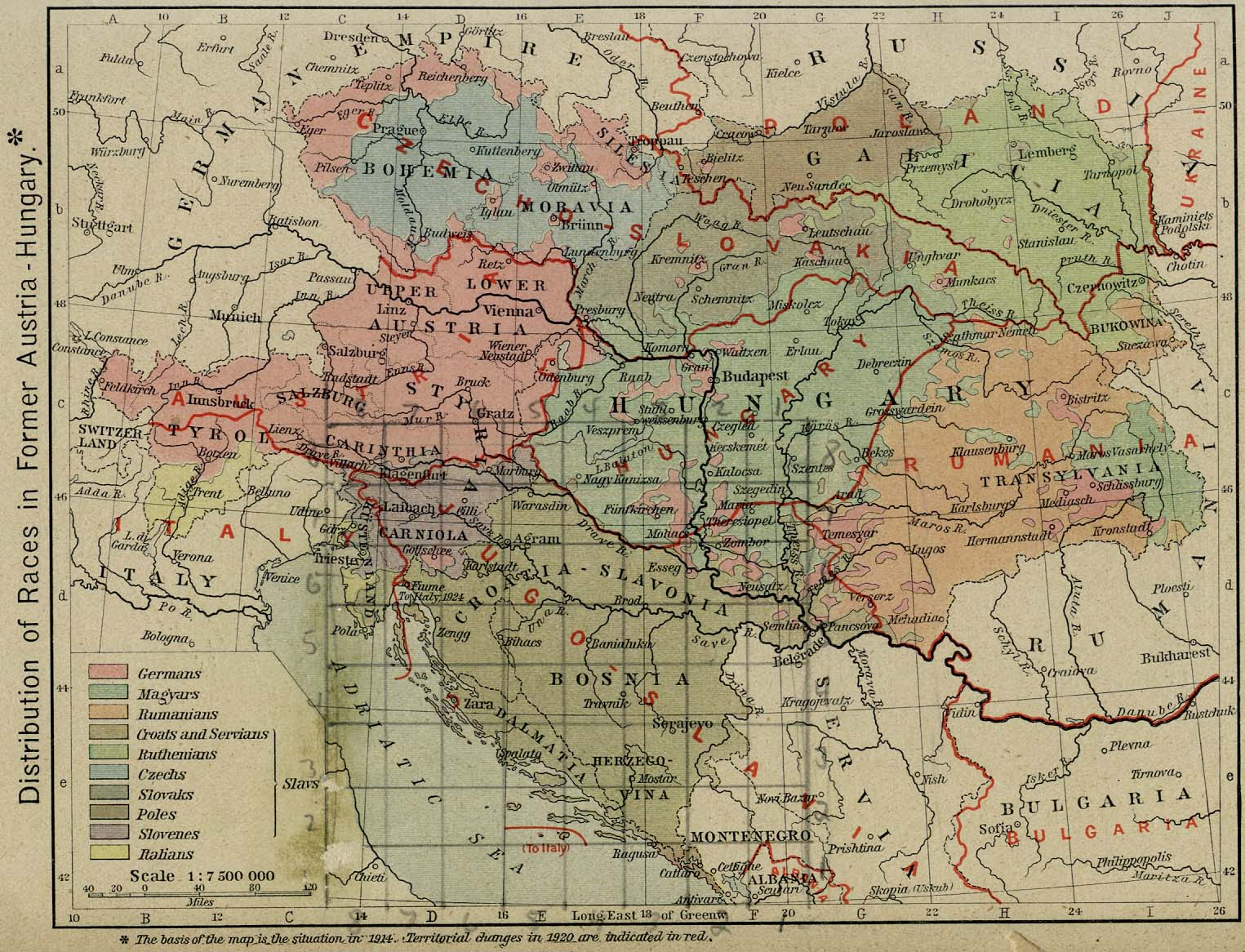
Trianonfördraget: Ungern förlorade 72 % av sitt territorium och 3.425.000 ungrare hamnade utanför det nya Ungerns gränser.

Fredsslutet med Ungern fördröjdes genom en revolution som utbröt i mars 1919, delvis på grund av just de oacceptabla fredsvillkoren, vilket resulterade i Rådsrepubliken som existerade i ungefär tre månader. Den påtvingade fredsvillkoren undertecknades till sist i Grand Trianon 4 juni 1920. Enligt detta måste Ungern avträda 72 % av sitt territorium, och förlorade 62 % av sin befolkning, däribland 3.425.000 med ungersk nationalitet.

### Fredsavtal med Bulgarien 1919
Med Bulgarien slöts fred i Neuilly den 27 november 1919. Bulgarien avträdde till Jugoslavien staden Strumnitza med område och fick även i söder och sydöst göra en del landavträdelser (till de allierade stormakterna för framtida tilldelning åt annan stat), genom vilka det bland annat miste sitt kustområde vid Egeiska havet vid Dedeagatsj. Detta område tillföll senare Grekland.

### Fredsavtal med Osmanska riket 1920 och Turkiet 1923
Freden i Sèvres slöts den 10 augusti 1920 mellan Osmanska riket och ententemakterna. Fördraget ratificerades dock inte av Turkiet, utan ersattes av fördraget i Lausanne den 24 juli 1923. Uppgörelsen innebar att det Osmanska riket avskaffades och att Turkiet blev en nationalstat. Bland annat erkändes självständighet för Hijaz, Jemen och Armenien. Syrien, Mesopotamien och Palestina blev mandat under Nationernas förbund. Rhodos och Tolvöarna överfördes till Italien.

## Lilla ententen
Ententen, ville åstadkomma ett sammanhängande front av nya och "förstärkta" stater runt de besegrade och stympade Österrike och Ungern. Detta blev "Lilla ententen", bestående av Tjeckoslovakien, Rumänien och Jugoslavien.
Den skapades 1921 och upplöstes 1938.

## Inbördeskrig i Ryssland efter kriget
Revolutionen i Ryssland i mars 1917, som hade sin direkta upprinnelse i de svåra förhållanden som rådde under kriget, ledde inte till att landet drog sig ur kriget. Efter att bolsjevikerna tog makten genom en revolution i november samma år, slöts dock stilleståndsavtal med Tyskland och landet lämnade kriget. Enligt freden i Brest-Litovsk skulle Ryssland lämna ifrån sig Finland, Baltikum, Polen, Ukraina och landet söder om Kaukasus (Transkaukasus, nuvarande Armenien, Azerbajdzjan, Georgien). Anhängare till den ryska provisoriska regeringen som kollapsade med Oktoberrevolutionens utbrott samt personerna från de ryska borgerliga klasser och antikommunistiska officerare i den gamla kejserliga ryska armén var emot revolutionens ideal och attackerade bolsjevikerna vilket resulterade i ett blodigt inbördeskrig mellan "röda" (bolsjevikerna) och "vita" (olika kontrarevolutionära och antikommunistiska grupper), som de röda gick segrande ur. Efter det tyska nederlaget i väster kunde Röda armén återta Ukraina och Transkaukasus och Sovjetunionen skapades.

## Krigets följder i Östasien
I Östasien skapade Versaillesfreden starka spänningar mellan Kina och Japanska imperiet, båda allierade i kampen mot Centralmakterna, eftersom Tysklands kinesiska besittningar Qingdao och Shandonghalvön avträddes till Japan istället för att återlämnas till Kina. De kinesiska delegaterna skrev aldrig på avtalet, och i Kina gav resultatet av fredsförhandlingarna upphov till Fjärde maj-rörelsen.
Även motsättningar mellan Japan och västmakterna (i synnerhet USA) uppkom i samband med Versaillesfreden (och upprättandet av Nationernas Förbund), som bl.a. hade sin upprinnelse med beslutet att avslå vad som på engelska kallas Racial Equality Proposal, en japansk begäran om en klausul om jämbördighet mellan raser (genom tillägg till artikel 21 i fördraget om Nationernas Förbund), efter motstånd från framförallt britterna (efter bland annat lyckad lobbying mot förslaget av Australien; se White Australia Policy) och USA. Racial Equality Proposal erhöll en röstmajoritet men ordföranden tillika USA:s president Woodrow Wilson förklarade att ett sådant förslag kräver enhällighet. Eftersom flera nationer (däribland USA) ej röstade, antogs aldrig förslaget. Rapporterna från japanska media som följde konferensen, och policyn att invandring till USA från Asien (inklusive Japan) var förbjuden, bidrog till försämrad folklig opinion gentemot västmakterna (i synnerhet USA), såväl som ökad nationalism, militarism och aggressiv utrikespolitik, som kom att leda till andra världskriget.